# Артауд Сет
Арта́уд Сет (англ. Artaud Seth; родился 28 апреля 1967 года) — немецкий музыкант и композитор, лидер-вокалист групп Garden Of Delight, Lutherion, Merciful Nuns и временного коллектива Chaos God. Некоторыми критиками считается одной из «икон» современной готической музыки.

## Участие в музыкальных коллективах
Человек, известный как Артауд (или Арто́, во французской транскрипции) Сет, родился 28 апреля 1967 года, предположительно, во Франции. Точных данных о месте его рождения нет, равно как и сколько-нибудь достоверной информации о его юности — возможно, потому, что сам музыкант любит создавать ореол таинственности вокруг своей персоны.
В 1991 году Артауд организовал готик-рок группу Garden Of Delight, пропагандирующую идеи оккультизма. Группа, несколько раз реорганизовывавшаяся в разных составах, успешно существовала вплоть до 2008 года; Артауд оставался её лидером, вокалистом и автором большей части песен. Кроме того, он недолгое время был лидером временной группы Chaos God (дарквейв, до 2001 года). В настоящее время Артауд Сет является лидером коллектива Merciful Nuns, исполняющего готик-рок в духе ранних Sisters of Mercy и поздних Joy Division.
Также сотрудничал с группами Whispers in the Shadow (сделал ремикс на одну из песен команды) и Opened Paradise (занимался мастерингом и продюсированием их дебютного альбома, а также выступил в качестве дизайнера обложки диска).

## Личная жизнь
Женат на Яве Сет, басистке групп Garden Of Delight, Lutherion и Merciful Nuns. Имеет дочь Вивиан Лилит, родившуюся в 1994 году.

## Увлечения, воззрения, идеи
Свой псевдоним Артауд принял в честь древнеегипетского бога Сета, повелителя Хаоса и стихийных бедствий. Однако он никогда не подтверждал, что относит себя к его современным последователям (т. н. сетианцам). В творчестве Сета нашли отражение самые разнообразные оккультные идеи, в том числе философия сатанизма, магия Хаоса, танатолатрия, а также элементы ницшеанства и идеологии декаданса. Известно также, что Артауд критически относится к идеям Алистера Кроули, что недвусмысленно продемонстрировано в его песне «High Empress», где многократно повторяется иронический вопрос: «Oh Mr.Crawley, what went wrong in your head?» («О мистер Кроули, что пошло не так в вашей голове?»). Сам Артауд никогда не причислял себя к конкретному направлению оккультизма, что порождает разнообразные, но в равной степени неподтверждённые слухи. В интервью он обычно признавал себя атеистом, но порой причислял себя также к язычникам. На вопрос об отношении к сатанизму он ответил следующим образом:
Сатанизм в общих чертах интерпретируют как восхваление зла: религию, построенную на вере, принципы которой отвергают христианство. Я атеист, поэтому отвергаю христианство всем сердцем. Разве отказ от его «ценностей» и увлечение языческими культами, основанными на древней мифологии, делают меня сатанистом? Ну, если так, то вы можете меня им назвать!
Артауд Сет крайне негативно относится к христианству, называя его «современным европейским язычеством», и идеям панамериканизма, в связи с чем, в частности, наотрез отказался давать концерты в США.
По собственному признанию музыканта, в его жизни был период увлечения наркотиками, которые он использовал, чтобы «расширить горизонты сознания», однако впоследствии он полностью отказался от них.
Кроме того, Артауд Сет известен своей крайней скрытностью и специфическим чувством юмора. Он намеренно скрывает или искажает отдельные факты своей биографии, чтобы поддерживать вокруг своей персоны атмосферу загадочности.